# Rösrath
Rösrath är en stad i Rheinisch-Bergischer Kreis i Regierungsbezirk Köln i förbundslandet Nordrhein-Westfalen i Tyskland.